# Monte Cinto (Grecia)
Il monte Cinto (in greco Kynthos) si trova sull'isola di Delo nell'arcipelago delle Cicladi.
Nella mitologia greca Latona diede alla luce sull'isola Apollo ed Artemide, dopo essere sfuggita ad Hera, la moglie di Zeus che era estremamente gelosa della relazione che il marito aveva avuto con lei.
Ai giorni nostri, l'isola è un importante sito archeologico, nonché una delle mete predilette dai turisti.